# Масака (округ)
Масака — округ в Центральной области Уганды. По состоянию на 2010 год в округе проживает 822 300 человек. Площадь территории составляет 4691,7 км². На северо-западе граничит с округом Букомансимби, на севере граничит с округом Калунгу, на востоке с округом Калангала, с округом Ракаи на юго-западе, на западе граничит с округом Лвенго. Основным языком общения является Луганда. Основной экономической деятельностью является выращивание продовольственных культур и разведение крупного рогатого скота.
Административный центр — Масака.